# Кожухув (гмина)
Кожухув (пол. Kożuchów) — гмина (волость) в Польше, входит как административная единица в Новосольский повет, Любушское воеводство. Население — 16 022 человека (на 2005 год).

## Сельские округа
1. Булин
2. Бронишув
3. Цисув
4. Чцирадз
5. Дрвалевице
6. Дзядошице
7. Завада
8. Ксёнж-Слёнски
9. Лясоцин
10. Белице
11. Мироцин-Дольны
12. Мироцин-Гурны
13. Мироцин-Сьредни
14. Подбжезе-Дольне
15. Подбжезе-Гурне
16. Радванув
17. Слоцина
18. Соколув
19. Сольники
20. Стыпулув
21. Студзенец
22. Кежковице

## Соседние гмины
1. Гмина Бжезница
2. Гмина Нова-Суль
3. Гмина Нове-Мястечко
4. Гмина Новогруд-Бобжаньски
5. Гмина Отынь
6. Гмина Шпротава
7. Гмина Зелёна-Гура

## Достопримечательности
- Дворец в Белице